# جزيرة إشيغاكي

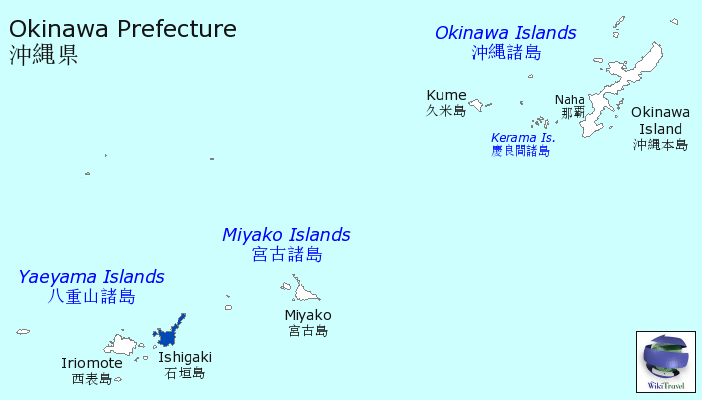
موقع جزيرة إشيغاكي ضمن محافظة أوكيناوا

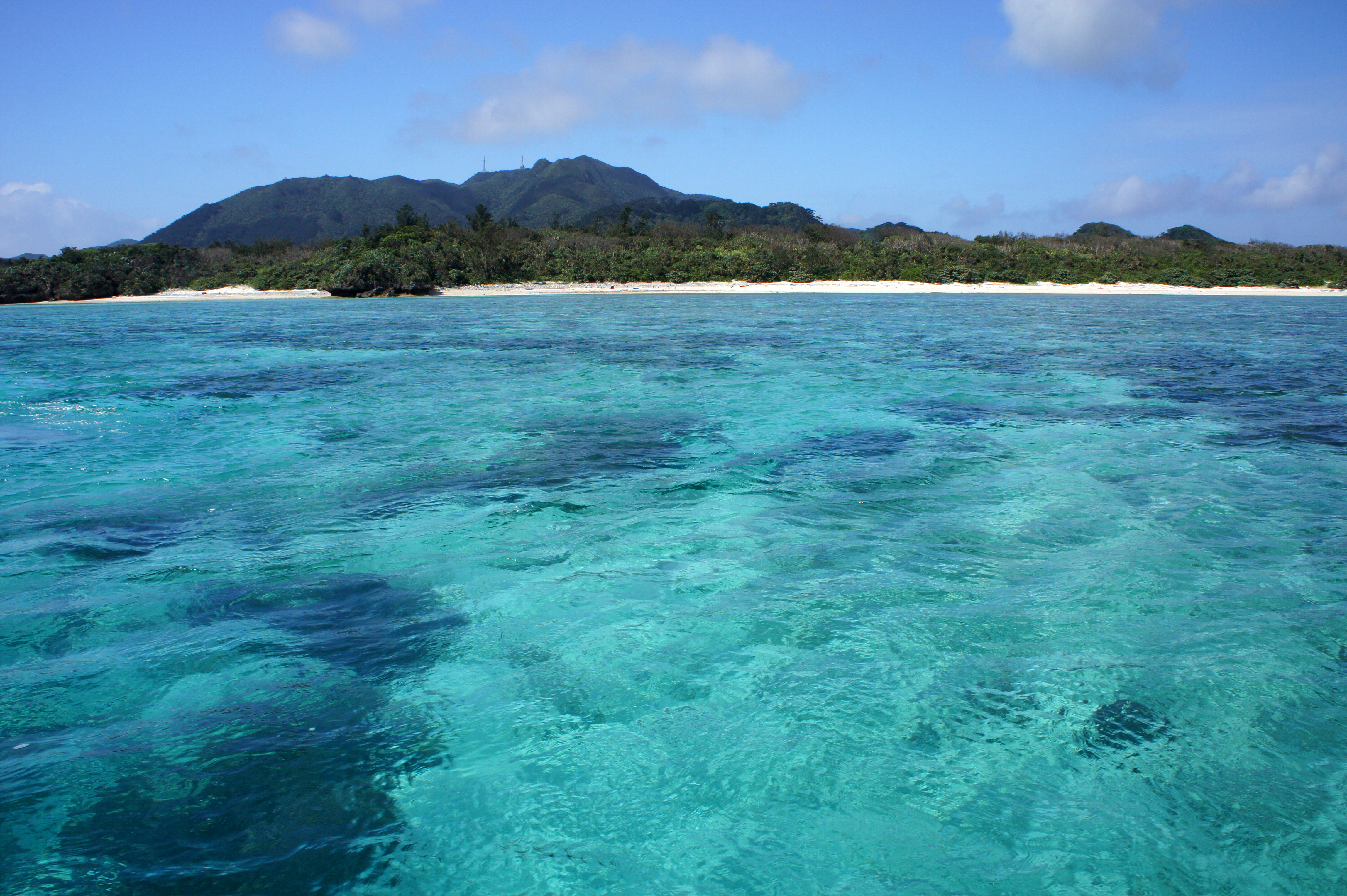
خليج كابيرا

جزيرة إشيغاكي (石垣島، إشيغاكي-جيما، بلغة ياياما: إشانغي، بلغة أوكيناوا: إشيغاكي)، والمعروفة أيضاً باسم إشيغاكيجيما، هي جزيرة يابانية جنوب غرب جزيرة أوكيناوا وثاني أكبر جزيرة في مجموعة جزر ياياما. تقع على بعد حوالي 411 كم (255 ميل) جنوب غرب جزيرة أوكيناوا. يقع داخل مدينة إشيغاكي في محافظة أوكيناوا. تعمل المدينة كمركز للأعمال والنقل في الأرخبيل. يخدم الجزيرة مطار إشيغاكي الجديد، وهو أكبر مطار في ياياما.
يُحافظ على جزء كبير من الجزيرة والمياه المحيطة بها بما في ذلك جبل أوموتو وخليج كابيرا كجزء من حديقة إيريوموتي-إشيغاكي الوطنية.
تأثرت جزيرة إشيغاكي ثقافياً، مثل بقية أوكيناوا، بكلاً من اليابان وتايوان نظراً لموقعها على بعد حوالي 300 كيلومتر (190 ميل) قبالة الساحل الشمالي الشرقي لتايوان.

## تاريخها
في 1771 ضرب تسونامي ذو مستوى قياسي جزيرة إشيغاكي.
كانت الجزيرة مسرحاً لاعتقال ياسو هاياشي، أحد أعضاء أوم شينريكيو مرتكبي هجوم غاز السارين، بعد 21 شهراً وعلى بعد 2.000 كيلومتر (1.200 ميل) من مكان وقوع الجريمة.
سيجرى التوسع في ميناء إشيغاكي بحيث يمكن أن تتمركز به خمسة زوارق دورية لخفر السواحل الياباني. تدرس قوات الدفاع الذاتي اليابانية أيضاً نشر صواريخ قصيرة المدى مضادة للسفن (ربما نظام الصواريخ متعدد الأغراض طراز 96) على الجزيرة.
ترتبط هذه التعزيزات في الغالب بجزر سينكاكو اليابانية غير المأهولة والتي تقع على بعد 170 كيلومتراً (110 ميل) شمال إشيغاكي وتخضع لسلطة عمدة جزيرة إشيغاكي، التي مُنحّت سلطة مدنية على المنطقة منذ انتقال حكم جزر سينكاكو من الولايات المتحدة إلى الحكومة اليابانية في 1972. تواجه الصين (جمهورية الصين الشعبية) وتايوان (جمهورية الصين) سيادة اليابان على جزر سينكاكو منذ 1972، بمزيد من الحدة منذ عام 2012.

## ثقافتها
- ميارادونشي

## طعامها
لدى إشيغاكي مطبخ مختلف جداً عن جزر اليابان الرئيسية. فنتيجة الدفء النسبي للبحر المحيط وبسبب التأثيرات الثقافية المختلفة، فإن طعام إشيغاكي يتركز على اللحوم أكثر من بقية اليابان. على سبيل المثال، تحظى أكلة تونسوكو (أقدام الخنازير) بشعبية كبيرة. بينما ينتشر استخدام السبام (معلبات لحم الخنزير المطبوخ) أيضاً ويظهر في العديد من الأطباق المختلفة.

## معرض الصور

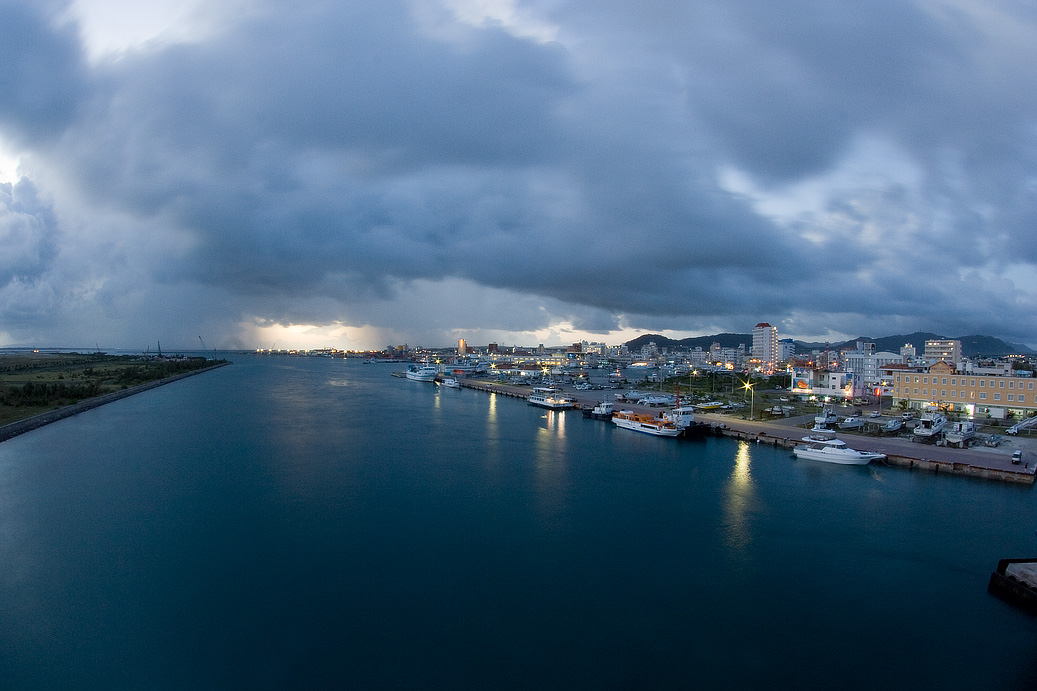
خليج إشيغاكي ، يظهر من جسر البوابة الجنوبية.
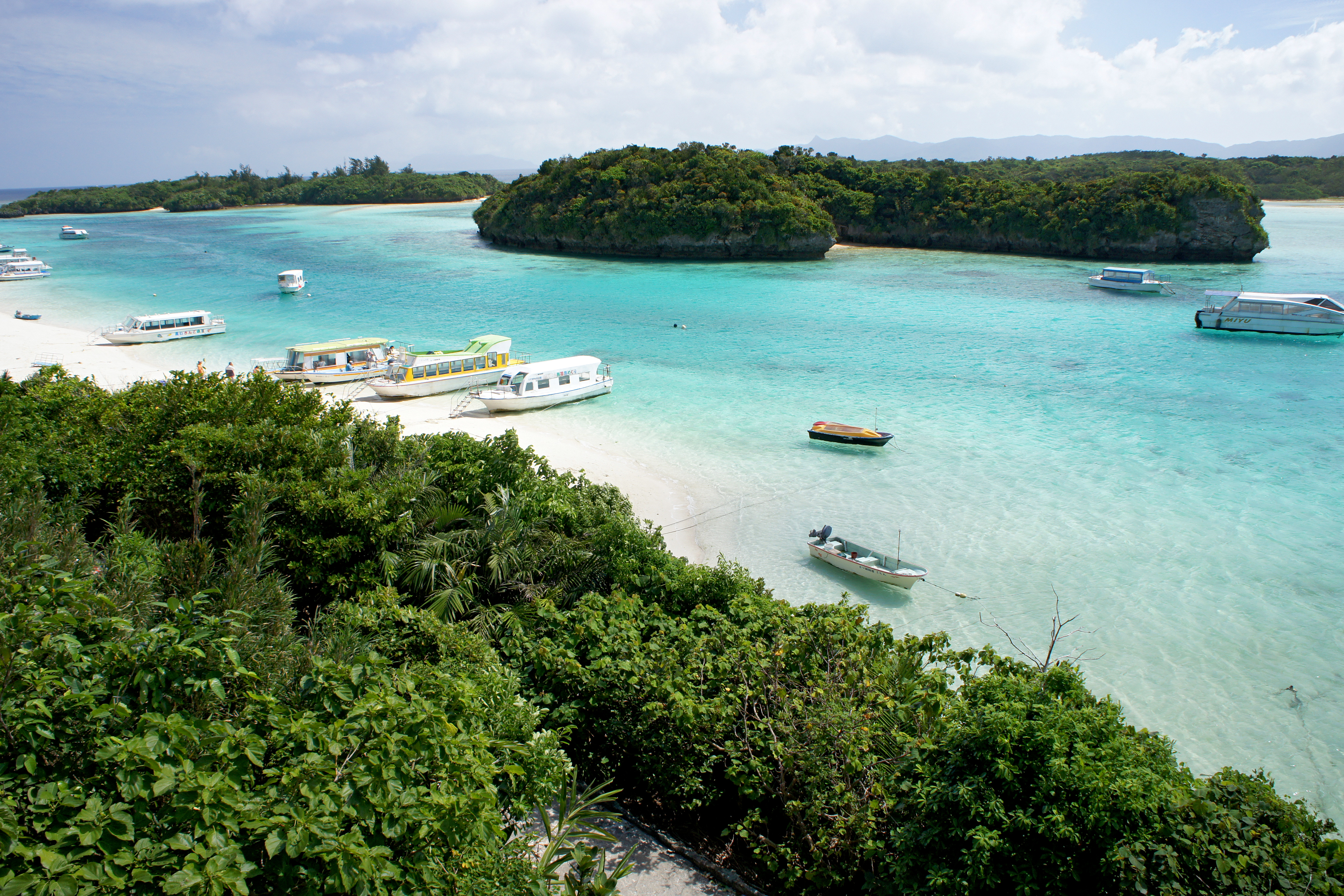
خليج كابيرا
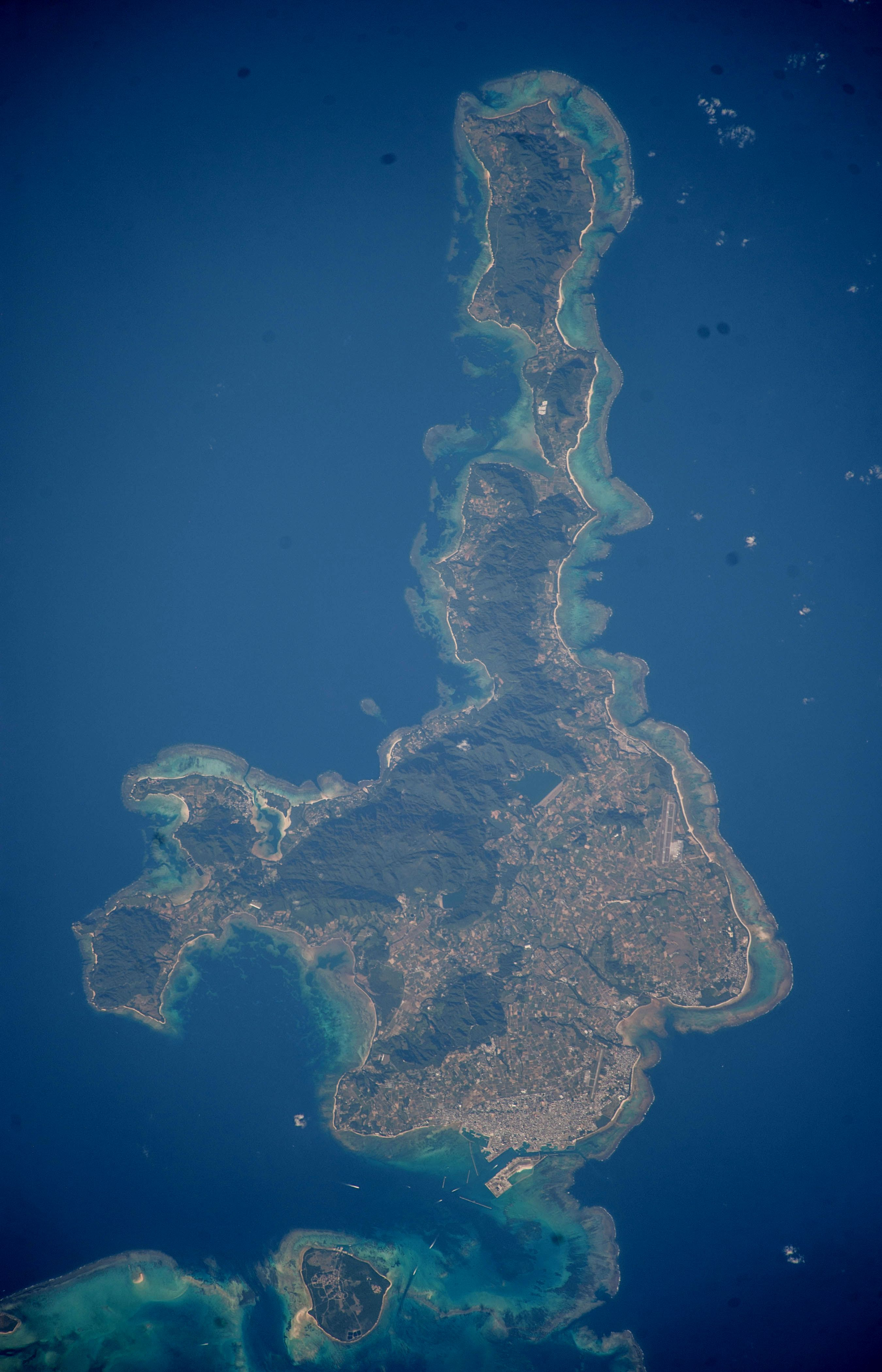
جزيرة إشيغاكي من الفضاء، أغسطس 1991
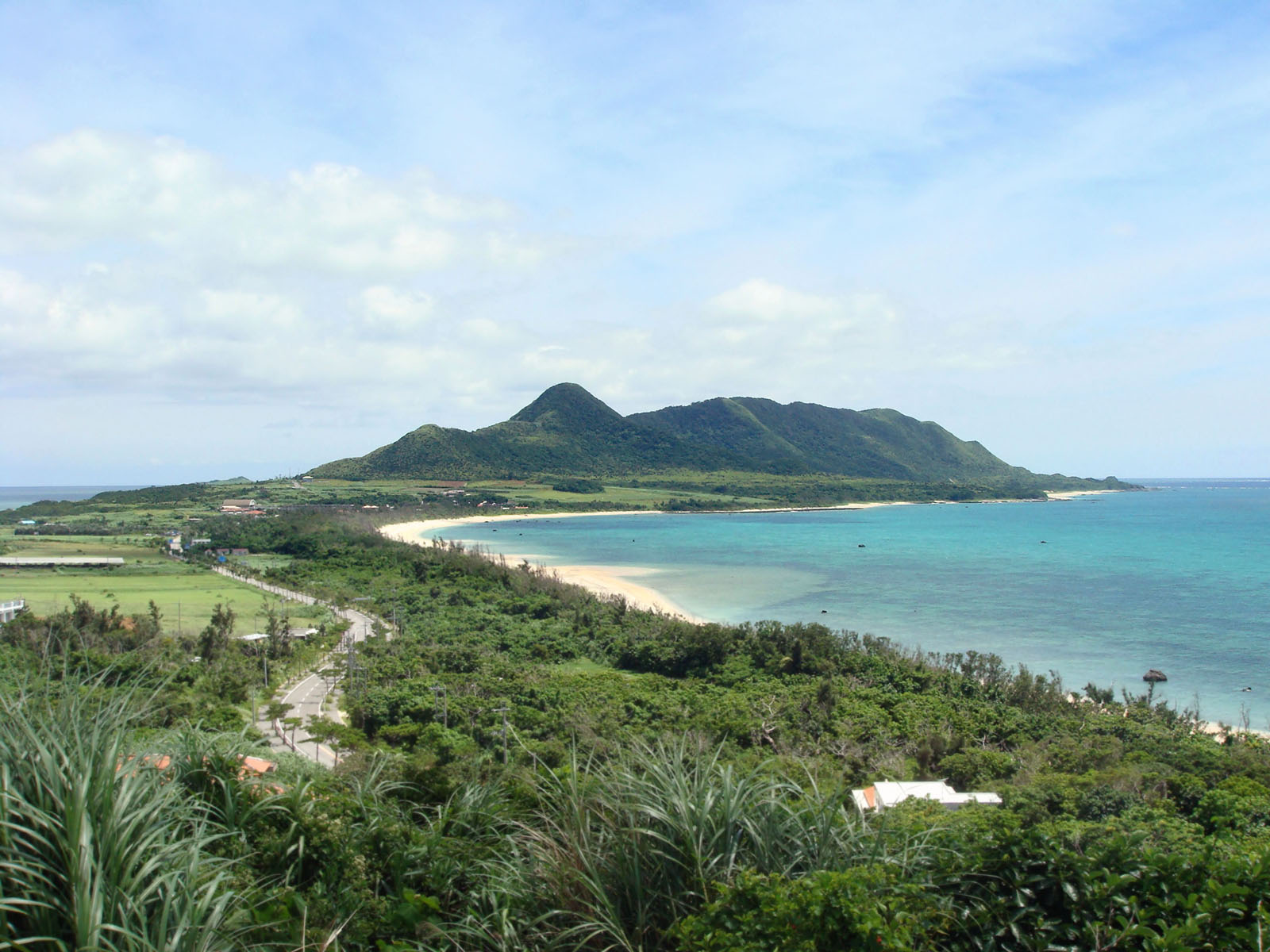
شبه جزيرة هيراكوبو
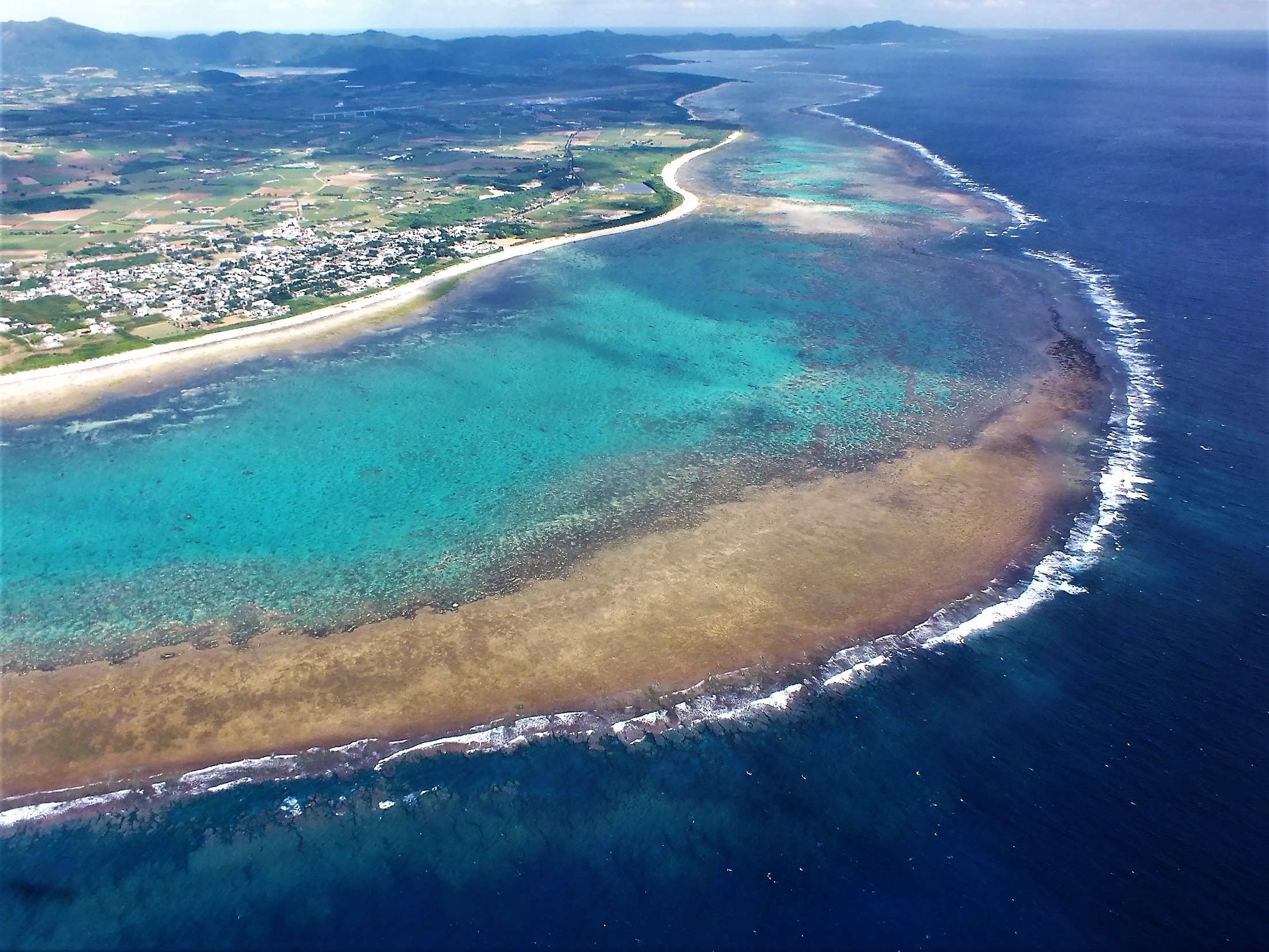
الحيد المرجاني في شيراهو (2018)
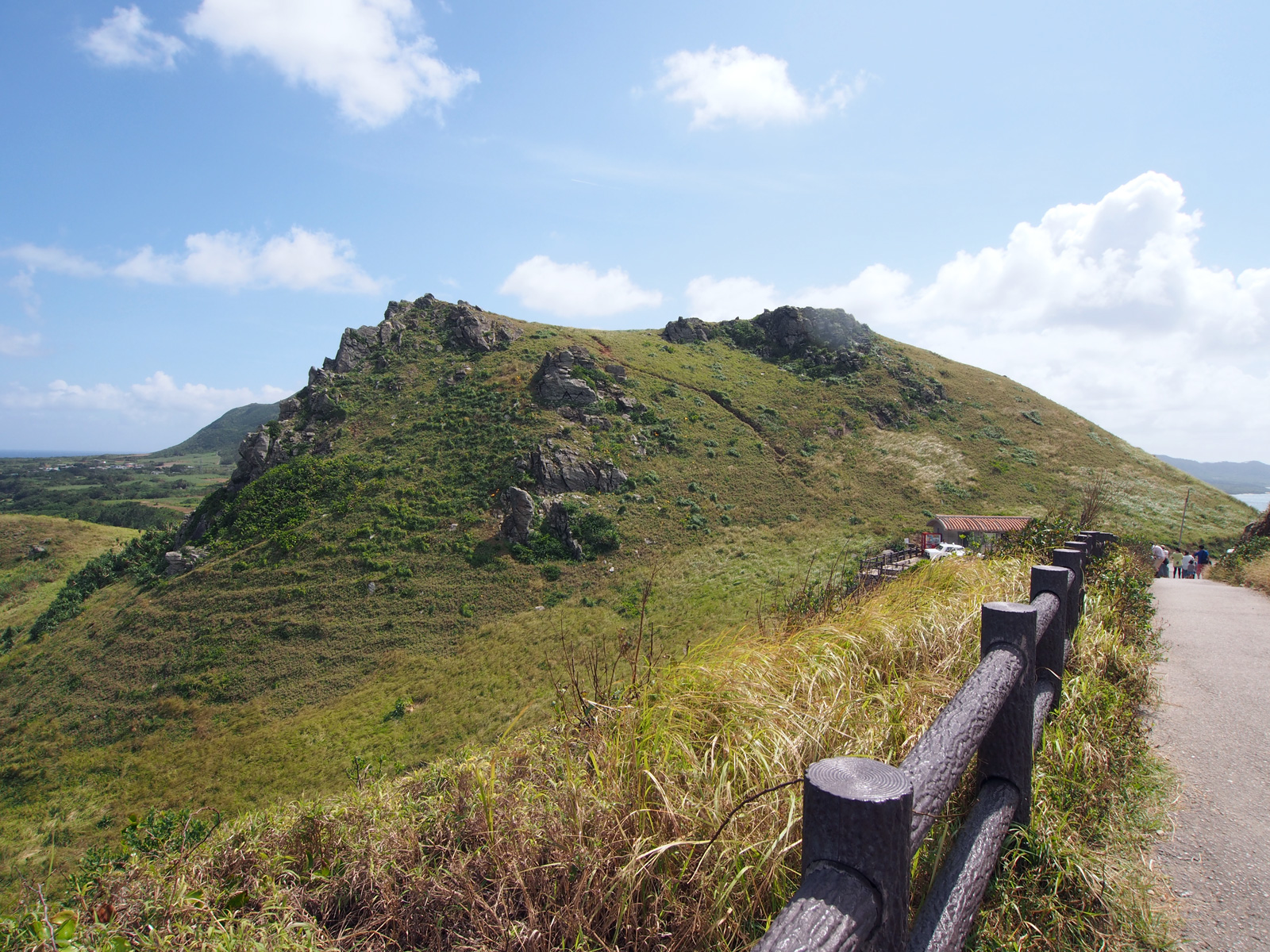
هيراكوبو
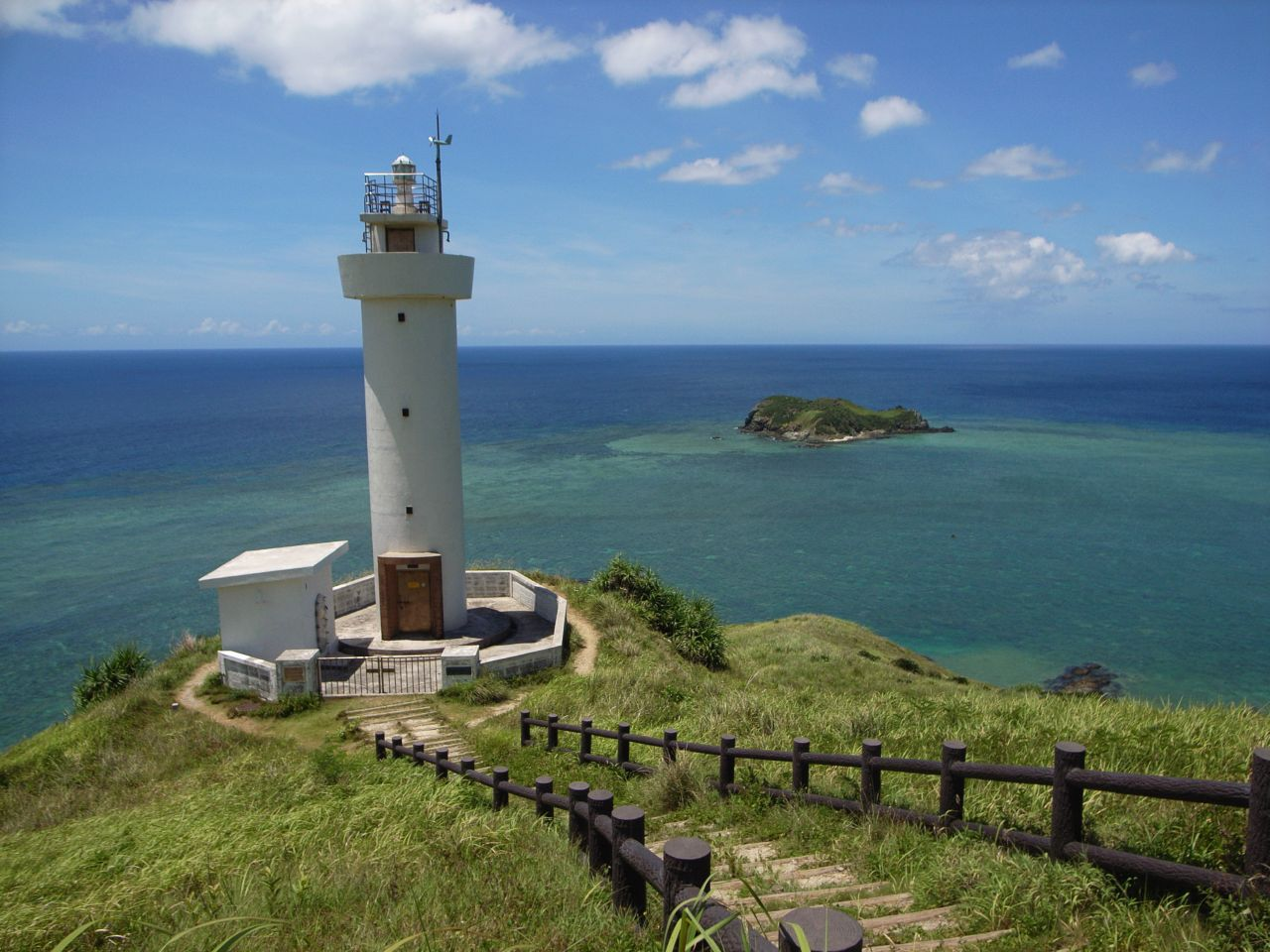
منارة هيراكوبوساكي، إشيغاكيجيما